# Palazzo Ridola
Palazzo Ridola si trova all'inizio di Via Duomo, sul lato sinistro, di fronte alla torre divenuta palazzo Vizziello. La prima abitazione palazziata aveva l'ingresso da via Tre Corone. La struttura aveva due livelli: l'abitazione della famiglia Ridola, affermatasi a partire dalla seconda metà del Settecento, e una terrazza decorata da statue demolita nel 1860 nell'ambito dei lavori di ampliamento del palazzo, realizzati con grande maestria, in seguito ai quali l'ingresso fu spostato in via Duomo.
Subito dopo l'ingresso sono riconoscibili a sinistra due ambienti: la cappella privata con l'altare e una sala contenente oltre mille libri di letteratura, storia e argomenti vari. Sulla destra dell'ingresso si trova l'ambulatorio composto da varie stanze (la sala d'attesa, la sala per le visite e la biblioteca). L'ultima stanza venne utilizzata come deposito di raccolta di cimeli archeologici il cui numero, che andava ad aumentare, impose di trasferire il Museo prima in un'aula del Liceo ginnasio statale Emanuele Duni e poi nei locali dell'ex monastero di Santa Chiara messo a disposizione dal Comune. Al centro dell'ingresso al primo piano si sviluppa l’appoggio padronale composto di numerosi vani posti a destra e sinistra della sala di intrattenimento della famiglia.
Del palazzo divenne proprietaria Giuseppina Ridola che il 21 Giugno 1990 vendette il palazzo al Comune di Matera.